# Khuông Việt
Khuông Việt (匡越, 933-1011) trước tên là Ngô Chân Lưu (吳真流), tu chùa Phật Đà, làng Cát Lợi, Thường Lạc (nay là Vệ Linh, Sóc Sơn, Hà Nội). Sư là người Cát Lợi, hậu duệ nhà Ngô (吳), thuộc đời (hay thế hệ) thứ 4, dòng Vô Ngôn Thông. Đại sư Khuông Việt là vị thiền sư được phong Tăng thống đầu tiên trong lịch sử Phật giáo Việt Nam.
Tăng thống Ngô Chân Lưu, được ban danh hiệu Khuông Việt đại sư năm 971, quê quán tại hương Cát Lợi, huyện Thường Lạc, sau là thôn Đoài xã Da Hạ, huyện Kim Hoa phủ Bắc Hà, nay là thôn Thụy Hương, xã Phú Cường, huyện Sóc Sơn, Hà Nội.

## Tiểu sử
Theo sách Phả hệ họ Ngô Việt Nam, ông là con cả của Thiên Sách vương Ngô Xương Ngập vốn có tên là Ngô Xương Tỷ. Ông là anh của sứ quân Ngô Xương Xí. Sách Thiền Uyển tập anh chỉ ghi ông thuộc dòng dõi Ngô Thuận Đế 1.
Ngô Xương Tỷ ra đời dưới thời cai trị của Tiết độ sứ Dương Đình Nghệ (933), cha vợ thứ của ông nội ông là Ngô Quyền. Năm 937, Đình Nghệ bị Kiều Công Tiễn giết, Ngô Quyền giết Tiễn và đánh bại quân Nam Hán, lên ngôi vua (938). Năm 944, Ngô Quyền mất, đáng lý con trai trưởng ông là Ngô Xương Ngập phải được thừa kế, nhưng người con của Dương Đình Nghệ là Dương Tam Kha tranh ngôi. Cha ông phải bỏ trốn về Hương Trà, nương nhờ Phạm Lệnh Công và lấy con gái Lệnh Công, sinh ra người em Xương Xí.
Dương Tam Kha lùng bắt cha ông rất gắt gao nhưng không bắt được. Chú hai Ngô Xương Văn là con bà nội kế Dương Như Ngọc nên được Tam Kha nhận làm con nuôi. Có lẽ trong cảnh gia đình gặp tai họa đó, người cha không biết sống chết lúc nào, cậu bé Ngô Chân Lưu (11 tuổi năm 944) không nơi nương tựa đã tìm đến cửa Thiền đề thoát nạn.

## Cơ duyên và hành trạng
Sư Khuông Việt có tướng mạo khôi ngô, tính tình phóng khoáng. Lúc nhỏ theo học Nho, lớn lên quy y Phật.
Sư cùng bạn học Trụ trì đến Thiền Sư Vân Phong chùa Khai Quốc (nay là chùa Trấn Quốc), thọ giới Cụ túc 2.
Từ đó, Sư đọc khắp sách Phật, tìm hiểu yếu chỉ của Thiền.
Một lần Sư đi chơi núi Vệ Linh, ở quận Bình Lỗ 3, thích phong cảnh vắng đẹp, bèn muốn lập am để ở. Đêm xuống nằm mộng thấy một vị thần, mình mặc áo giáp vàng, tay trái cầm thương vàng, tay phải đỡ bảo tháp, hơn mười người theo hầu, hình tướng dễ sợ, đến nói rằng: "Ta là Tỳ Sa Môn thiên vương, những người theo ta là Dạ-xoa. Thiên đế có sắc sai ta đến nước này để giữ gìn biên giới, khiến cho Phật pháp thịnh hành. Ta có duyên với ngươi, nên đến đây báo cho ngươi biết". Sư kinh hãi thức dậy, nghe trong núi có tiếng kêu la ầm ĩ, lòng rất lấy làm lạ. Đến sáng Sư vào núi, thấy một cây to, cao khoảng mười trượng, cành lá sum suê, bên trên lại có mây xanh bao phủ, nhân đó sai thợ đến chặt. Đem về, khắc tượng như đã thấy trong mộng, để thờ...

### Các tràng kinh của Đinh Liễn

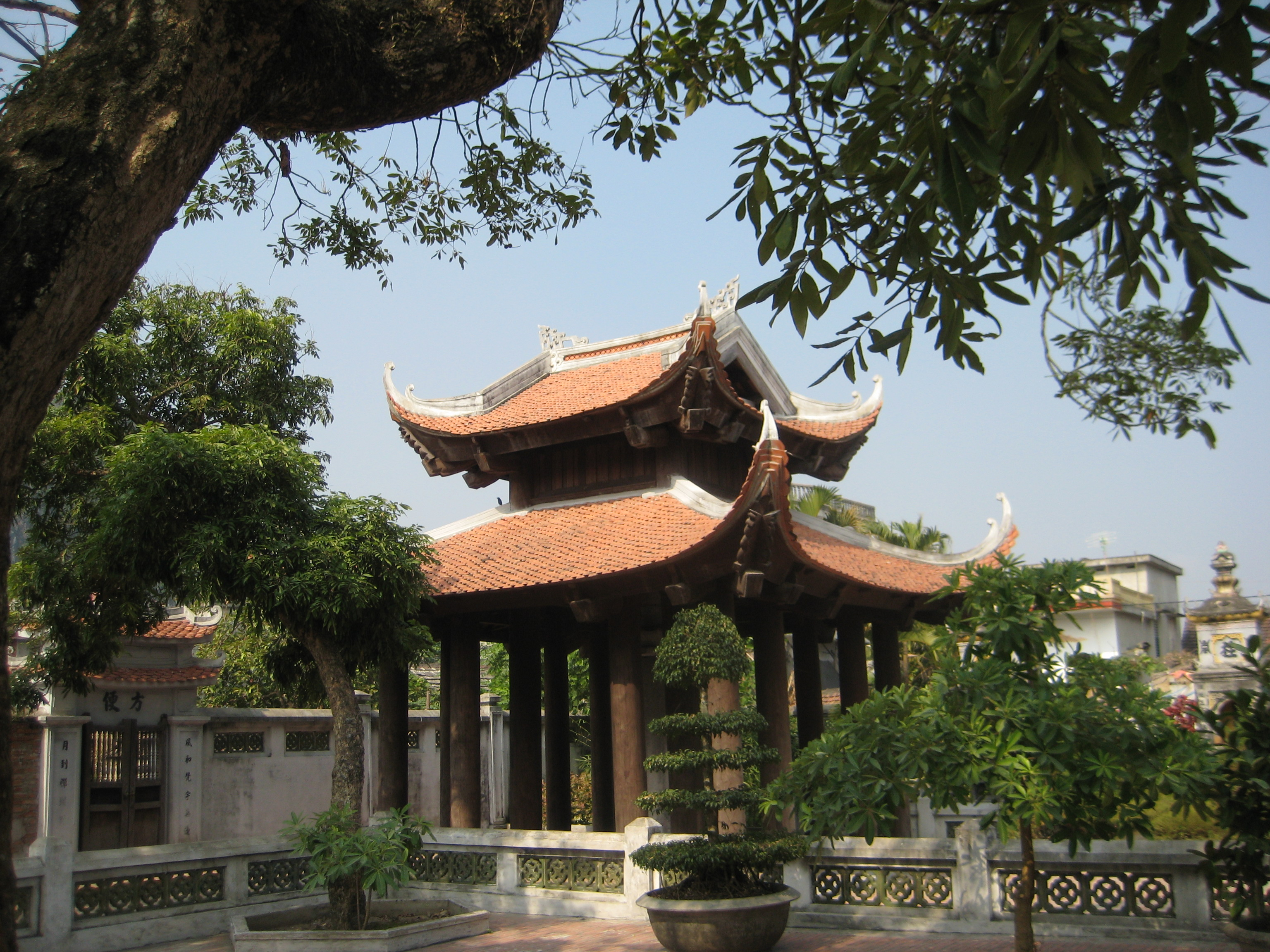
Cột kinh sân chùa Nhất Trụ ở Cố đô Hoa Lư

Năm bốn mươi tuổi, danh Sư vang tới triều đình. Năm 969, Đinh Tiên Hoàng mời Sư đến. Thấy Sư đối đáp hiệp chỉ, bèn phong cho Khuông Việt làm Tăng thống. Đây là lần đầu tiên chức Tăng thống được nói đến trong lịch sử Việt Nam. Và sau này cho đến thời nhà Trần và nhà Lê vẫn còn sử dụng. Nhiệm vụ của người giữ chức này, tuy sử sách không ghi lại rõ ràng, song vẫn có thể hiểu như một chức để nắm các sư sãi ở trong nước.
Các nhà khảo cổ học cho biết năm 1963, tại vùng đất Hoa Lư, đã tìm được gần 20 tràng kinh hình bát giác cao từ 50 đến 80 cm. Theo những dòng chữ ghi trên tràng kinh thì năm Quý Dậu (973), Nam Việt Vương Đinh Khuông Liễn đã cho dựng 100 tràng kinh.
Vào năm 1987, một số tràng kinh khác lại được phát hiện tại khu di tích cố đô Hoa Lư. Căn cứ thông tin trên số tràng kinh cho thấy năm 979 Đinh Khuông Liễn lại dựng 100 tràng kinh nữa.
Các kinh tràng và sự tham mưu của Khuông Việt, tuy gián tiếp, nhưng rất có ý nghĩa đối với lịch sử và văn hóa dân tộc cũng như Phật giáo.
Năm Thái Bình thứ hai (971). Vua ban hiệu Khuông Việt đại sư. 4

### Vương Lang Quy
Lý Giác là người đã từng đi trong phái bộ Lý Nhược Chuyết trong năm trước để sang phong cho vua Lê Đại Hành làm An Nam đô hộ Tĩnh Hải quân tiết độ sứ và đòi vua Lê Đại Hành trao trả hai tên tướng là Quách Quân Biện và Triệu Phụng Huân bị bắt trong cuộc chiến năm 981.
Phái bộ của Lý Giác đến Việt Nam lần hai vào năm Thiên Phúc thứ 7 (987).
Vua Lê Đại Hành đã nhờ Pháp Thuận và Khuông Việt cùng đứng ra đón tiếp. Pháp Thuận đã đón Lý Giác từ chùa Sông Sách, nay thuộc tỉnh Hải Dương, để đưa về kinh ấp Hoa Lư. Đến Hoa Lư, Khuông Việt đã đứng ra tiếp.
Trước khi Lý Giác ra về, vua Lê Đại Hành đã ra lệnh cho Khuông Việt viết một khúc nhạc để tiễn đưa phái bộ. Đây có thể nói là lần đầu tiên văn chương nghệ thuật đã công khai đưa vào phục vụ sự nghiệp chính trị ngoại giao. Đây là một loại từ khúc lưu hành khá phổ biến thời bấy giờ, có thể dùng như lời của một bản nhạc để hát với việc sử dụng các nhạc khí để tấu kèm theo. Khúc từ này có tên là Ngọc Lang Quy, mà truyền bản nhà Nguyễn viết thành Vương Lang Quy.
Đây là một tác phẩm văn học đầu tiên hiện còn của lịch sử ngoại giao Việt Nam, nếu không kể đến các văn thư ngoại giao với Trung Quốc. Đồng thời, nó cũng là bài Nguyễn Lang Quy không những xưa nhất của văn học Việt Nam, mà còn của văn học thế giới, bởi vì những bài từ loại này hiện còn chép trong các sách Trung Quốc như Tống lục thập danh gia từ, Tuyệt diệu hảo từ thiêm, Từ tổn v.v. đều là của những tác giả về sau như Âu Dương Tu (1007-1072), Tô Thức (1037-1101), Hoàng Đình Kiên (1045-1105)...
| 祥光風好錦㠶張 神𠎣復帝鄉 千重萬里涉滄浪 九天㱕路長 人情慘切對離觴 攀戀星星郎 願將深意爲南強 分明報我皇 | Tường quang, phong hảo, cẩm phàm trương Thần tiên phục đế hương Thiên trùng vạn lý thiệp thương lang Cửu thiên quy lộ trường Nhân tình thảm thiết đối li trường Phan luyến tinh tinh lang Nguyện tương thâm ý vị Nam cương Phân minh báo ngã hoàng | Trời lành gió thuận, gấm buồm dương Thần tiên về để hương Muôn trùng vạn dặm biển mênh mang Trời xanh xa dặm trường Tình ray rứt chén lên đường Bịn rịn sứ tinh lang Nguyện đem thâm ý vì Nam bang Phân minh tâu Thượng hoàng. |

### Triết lý hành động
Trên 30 năm đại sư Khuông Việt đã phục vụ trong các chính quyền của Đinh Tiên Hoàng và Lê Đại Hành và đã thể hiện được tài năng nhiều mặt của mình. Không chỉ trong lĩnh vực sinh hoạt Phật giáo mà cả trong lĩnh vực chính trị và ngoại giao. Điều này chứng tỏ nền giáo dục Việt Nam và Phật giáo Việt Nam lúc ấy đã thực hiện tốt chức năng đào tạo những người trí thức có khả năng gánh vác không chỉ việc đạo mà cả việc nước việc dân.
Khuông Việt, trong thời gian theo học tại chùa Khai Quốc, đã được Thiền sư Vân Phong dạy những gì hiện không ai biết, và tiểu sử của Vân Phong cũng không ghi nhận có dấu tích nào. Tuy nhiên, quan điểm học thuật của Vân Phong, dẫu có nằm trong dòng chủ lưu của tư tưởng thiền, xoay quanh những vấn đề như sống chết, nhưng đã đưa ra những kiến giải mới phù hợp với hệ tư tưởng thiền của dòng thiền Pháp Vân. Đó là, muốn tránh khỏi sống chết thì hãy ở trong sống chết mà nắm lấy. Nói cách khác, không có chỗ không sống chết bên người sống chết để cho người ta tìm thấy được. Chính trong chỗ sống chết người ta mới tìm được sự không sống chết.
Đây rõ ràng phản ảnh tư tưởng "Tây thiên cõi này, cõi này Tây thiên" và quan điểm "Phật ở khắp mọi nơi" của Cảm Thành. Nếu suy rộng ra, thì đây cũng là tư tưởng trong kinh Kim Cương mà Thanh Biện đã đề xuất. Đó là "tất cả pháp đều là Phật pháp". Xuất phát từ một học lý như thế, người ta mới có thể dễ dàng ung dung tham dự vào mọi sinh hoạt của cuộc đời, coi sự hoàn thành việc đời như một chứng tích cho sự hoàn thành việc đạo. Người ta không thể tìm có một thế giới giác ngộ nào khác bên ngoài cuộc đời này. Nói một cách hình ảnh, thì lửa có sẵn trong cây, vấn đề là làm sao cho cây bật ra lửa.
Triết lý hành động của Khuông Việt như thế dựa trên một nhận thức luận coi cuộc đời là nơi mình có thể giải thoát được bằng chính nhận thức của mình. Thế giới giác ngộ cũng như hành động của Phật giáo không nằm bên ngoài cuộc đời, và con người không cần đi tìm bất cứ một thế giới nào khác. Điều này giải thích cho ta tại sao Khuông Việt đã ung dung tích cực tham gia vào việc nước việc dân và có những đóng góp to lớn cho sự nghiệp bảo vệ độc lập của tổ quốc.
Khi đã rời nhiệm vụ Tăng thống và những chính sự khác, Đại sư đã trở về mở trường ở chùa Thanh Tước núi Du Hý của quận Thường Lạc. Tại đây, "học trò tìm tới đông đảo". Dù vậy, Khuông Việt đã không quên ngôi chùa lịch sử của thầy mình, đó là chùa Khai Quốc. Sư cũng thường lui tới giảng dạy tại trường giảng của chùa này. Sử sách đã ghi lại cho ta một người có thể bước theo bước chân của thầy mình, đó là thiền sư Đa Bảo, người có ảnh hưởng đến sự việc lên ngôi của Lý Công Uẩn.
Một hôm, đệ tử nhập thất là Đa Bảo hỏi: "Thế nào là chung thủy của sự học đạo".
Sư đáp: "Thủy chung không vật, diệu hư không. Hiểu được chân hư, thể tự đồng"5.
Bảo tiếp: "Làm sao đảm bảo được?"
Sư đáp: "Không có chỗ cho người xuống tay."
Bảo nói: "Hòa thượng nói xong rồi."
Sư lại hỏi: "Ngươi hiểu gì."
Bảo bèn hét lên.
Ngày 15 tháng 2 năm Thuận Thiên thứ 2 (tức 22 tháng 3 năm 1011), khi sắp cáo tịch, Sư dạy Đa Bảo kệ rằng:
| 木中原有火 有火火還生 若謂木無火 鑽遂何由萌 | Mộc trung nguyên hữu hoả Hữu hoả, hoả hoàn sinh Nhược vị mộc vô hoả Toản toại hà do manh. | Trong cây vốn có lửa Có lửa, lửa mới bừng Nếu bảo cây không lửa Cọ xát do đâu bùng. |

Nói kệ xong, Sư ngồi kiết già mà mất, thọ 82 tuổi5...

## Ghi công từ hậu thế
Quốc sư Khuông Việt được thờ tại Chùa Non Nước (Hà Nội) và Chùa Nhất Trụ (Ninh Bình). Ông cũng được thờ tại di tích miếu Hạ, xóm 2, thôn Ngọc Lâm, xã Yên Lâm, huyện Yên Mô, Ninh Bình.
Với vai trò là vị tăng thống đầu tiên của Việt Nam, thiền sư Khuông Việt được hậu thế suy tôn như là một vị đại sư có công mở nước:
- Tạp chí Khuông Việt là tờ báo của Giáo hội Phật giáo Việt Nam ra đời với tôn chỉ, mục đích là nghiên cứu, giới thiệu tri thức Phật học và những giá trị văn hóa Phật giáo, theo phương châm hoạt động của Giáo hội Phật giáo Việt Nam là Đạo pháp - dân tộc - chủ nghĩa xã hội.
- Chùa Khuông Việt: có nhiều chùa ở Việt Nam và nước ngoài mang tên ông như chùa Khuông Việt ở Sài Gòn[4], chùa Khuông Việt ở Paris[5], chùa Khuông Việt ở Na Uy[6].
- Đường Khuông Việt: có ở các thành phố Hoa Lư và Sài Gòn. Ở Thành phố Đà Nẵng, thành phố Tam Kỳ và thị xã Nghi Sơn có đường Ngô Chân Lưu.
- Học viện Phật giáo Khuông Việt hiện được xây dựng tại khuôn viên chùa Bái Đính, Ninh Bình
- Trường Khuông Việt: Một số cơ sở dạy Phật giáo mang tên trường Khuông Việt như ở thành phố Hồ Chí Minh và Hà Nội (chùa Quán Sư) hay ở Thị trấn Thác Mơ, Phước Long, Bình Phước có "trung tâm Văn Hoá Lịch sử Phật giáo Khuông Việt" ở núi Bà Rá.